# Municipio de Bogy
El municipio de Bogy (en inglés: Bogy Township) es un municipio ubicado en el condado de Jefferson en el estado estadounidense de Arkansas. En el año 2010 tenía una población de 80 habitantes y una densidad poblacional de 0,59 personas por km².

## Geografía
El municipio de Bogy se encuentra ubicado en las coordenadas 34°14′44″N 91°45′40″O / 34.24556, -91.76111. Según la Oficina del Censo de los Estados Unidos, el municipio tiene una superficie total de 136.48 km², de la cual 127,47 km² corresponden a tierra firme y (6,6 %) 9,01 km² es agua.

## Demografía
Según el censo de 2010, había 80 personas residiendo en el municipio de Bogy. La densidad de población era de 0,59 hab./km². De los 80 habitantes, el municipio de Bogy estaba compuesto por el 46,25 % blancos, el 46,25 % eran afroamericanos, el 7,5 % eran de otras razas. Del total de la población el 12,5 % eran hispanos o latinos de cualquier raza.